# 짧은 유통
일반적으로 짧은 유통이라 함은 생산자와 소비자 사이에 많아야 한번의 중개만 있는 유통구조를 의미한다.
주로 농산품 문제와 관련될 때 짧은 유통이라는 말을 많이 사용하는데 이 문제에 관해서 프랑스는 공식적인 정의를 가지고 있다. 이는 아래와 같다. 프랑스 정부의 식품농수산부에 따르면 생산자에서 소비자로 가는 바로거래(직거래) 혹은 딱 한번의 중개만 있다는 조건에서의 징검다리거래(중개거래)에 의한 농산품 판매 방식을 짧은 유통으로 이해한다.
Adem에 의하면 2010년 프랑스에서 짧은 유통으로 행해진 구매는 전체 식품구매의 6에서 7 퍼센트를 차지한다. Adem은 또한 짧은 유통을 "생산자(수익창출구조의 안정화)를 위해서든, 소비자(실제비용에 맞는 적절한 가격)를 위해서든, 강토(지역 마을의 일자리 창출)를 위해서든 간에  무시할 수 없는 경제적인 기회"라고 평가하고 있다. 2010년 농업총조사에 따르면 프랑스 농업인구의 21 퍼센트가 생산품의 전부 혹은 일부를 짧은 유통으로 팔고 있다고 한다. 바로거래(직거래)는 늘고 있긴 하지만 아직 프랑스에서 매출의 12 퍼센트만 차지한다. 유기농업 분야에서 바로거래(직거래)는 특히 발달됐다. 유기농 생산자 둘에 하나 이상이 적어도 생산품의 일부를 소비자에게 직접 판매하고 있다. 
한편 짧은 유통이라는 개념은 또다른 활동분야도 포괄한다.그 예로서 원자재의 생산과 유통(흙, 섬유, 청석돌, 석회, 지역 채석장 등), 특히 문화유산 건조물의 복원을 위한 원자재의 생산과 유통을 들 수 있다. 
특히 프랑스 그르넬 환경회의 때 불거진 지속가능한 발전에 대한 논의는 생산과 소비 방법에 있어 적절한 개선에 대한 관심과 적절한 개선에 대한 위기의식을 한층 더 뜨겁게 했다.